# Moonniyur
Moonniyur  es una ciudad censal situada en el distrito de Malappuram en el estado de Kerala (India). Su población es de 55535 habitantes (2011). Se encuentra a 23 km de Malappuram y a 26 km de Kozhikode.

## Demografía
Según el censo de 2011 la población de Moonniyur era de 55535 habitantes, de los cuales 26727 eran hombres y 28808 eran mujeres. Moonniyur tiene una tasa media de alfabetización del 93,31%, inferior a la media estatal del 94%. la alfabetización masculina es del 95,82%, y la alfabetización femenina del 91,02%.